# Marco Corner (cardinale)
Marco Corner, spesso italianizzato in Marco Cornaro (Venezia, 1482 – Venezia, 24 luglio 1524), è stato un cardinale e patriarca cattolico italiano.

## Biografia
Figlio di Giorgio Corner e di Elisabetta Morosini, fratello del cardinale Francesco Corner e nipote di Caterina Cornaro, studiò all'università di Padova.
Ottenne la porpora cardinalizia nel 1500 da papa Alessandro VI e ricoprì altre cariche, tra cui quelle di patriarca titolare di Costantinopoli (1506-1507 e 1521-1524), amministratore apostolico della diocesi di Verona (1503-1524), amministratore apostolico della diocesi di Famagosta (1503-1504), vescovo di Padova (1517-1524), ecc.
Nel 1524 si trovava a Roma, da dove fuggì per la peste. Riparato a Venezia, morì quasi subito.

## Ascendenza
|                     |   |                        | Genitori                                      |  |  | Nonni |  |  | Bisnonni       |  |  | Trisnonni     |  |
|                     |   |                        |                                               |  |  |       |  |  | Giorgio Corner |  |  | Andrea Corner |  |
|                     |   |                        |                                               |  |  |       |  |  | Giorgio Corner |  |  | Andrea Corner |  |
|                     |   | Giustiniana Giustinian |                                               |  |  |       |  |  | Giorgio Corner |  |  |               |  |
| Marco Corner        |   |                        |                                               |  |  |       |  |  | Giorgio Corner |  |  |               |  |
|                     |   | Caterina Giustinian    | Giustiniano Giustinian                        |  |  |       |  |  |                |  |  |               |  |
|                     |   | Caterina Giustinian    | Giustiniano Giustinian                        |  |  |       |  |  |                |  |  |               |  |
|                     |   | Caterina Giustinian    | …                                             |  |  |       |  |  |                |  |  |               |  |
| Giorgio Corner      |   | Caterina Giustinian    |                                               |  |  |       |  |  |                |  |  |               |  |
|                     |   | Nicolò Crispo          | Francesco I Crispo, X duca di Nasso           |  |  |       |  |  |                |  |  |               |  |
|                     |   | Nicolò Crispo          | Francesco I Crispo, X duca di Nasso           |  |  |       |  |  |                |  |  |               |  |
|                     |   | Nicolò Crispo          | Fiorenza Sanudo                               |  |  |       |  |  |                |  |  |               |  |
| Fiorenza Crispo     |   | Nicolò Crispo          |                                               |  |  |       |  |  |                |  |  |               |  |
|                     |   | Valenza Comneno        | Giovanni IV Comneno, imperatore di Trebisonda |  |  |       |  |  |                |  |  |               |  |
|                     |   | Valenza Comneno        | Giovanni IV Comneno, imperatore di Trebisonda |  |  |       |  |  |                |  |  |               |  |
|                     |   | Valenza Comneno        | Principessa Bagrationi                        |  |  |       |  |  |                |  |  |               |  |
| Marco Corner        |   | Valenza Comneno        |                                               |  |  |       |  |  |                |  |  |               |  |
|                     | … | …                      |                                               |  |  |       |  |  |                |  |  |               |  |
|                     | … | …                      |                                               |  |  |       |  |  |                |  |  |               |  |
|                     | … | …                      |                                               |  |  |       |  |  |                |  |  |               |  |
| Francesco Morosini  | … |                        |                                               |  |  |       |  |  |                |  |  |               |  |
|                     |   | …                      | …                                             |  |  |       |  |  |                |  |  |               |  |
|                     |   | …                      | …                                             |  |  |       |  |  |                |  |  |               |  |
|                     |   | …                      | …                                             |  |  |       |  |  |                |  |  |               |  |
| Elisabetta Morosini |   | …                      |                                               |  |  |       |  |  |                |  |  |               |  |
|                     |   | …                      | …                                             |  |  |       |  |  |                |  |  |               |  |
|                     |   | …                      | …                                             |  |  |       |  |  |                |  |  |               |  |
|                     |   | …                      | …                                             |  |  |       |  |  |                |  |  |               |  |
| …                   |   | …                      |                                               |  |  |       |  |  |                |  |  |               |  |
|                     |   | …                      | …                                             |  |  |       |  |  |                |  |  |               |  |
|                     |   | …                      | …                                             |  |  |       |  |  |                |  |  |               |  |
|                     |   | …                      | …                                             |  |  |       |  |  |                |  |  |               |  |
|                     |   | …                      |                                               |  |  |       |  |  |                |  |  |               |  |